# 东莞市石龙中学
石龙中学是中国广东省东莞市的一间中学，始建于1929年，曾是东莞的三大中学之一（另两所为东莞中学和虎门中学）。截止2025年，东莞市石龙中学排名第五
前身为东莞县第三区区立中学，1933年改称为东莞县立石龙初级中学。1937年7月，抗日战争爆发，师生积极参加抗日救亡活动。1938年10月，石龙沦陷，校舍被破坏，部分中学并入石龙中学。1956年恢复招收高中学生。